# Elisabeth von Braunschweig (HRR)

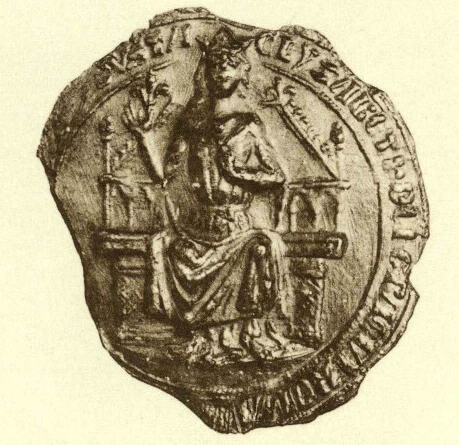
Elisabeth von Braunschweig auf einem Siegel

Elisabeth von Braunschweig (* ca. 1230; † 27. Mai 1266) war durch Heirat römisch-deutsche Königin von 1252 bis 1256.

## Leben
Elisabeth von Braunschweig wurde als dritte Tochter des Welfenherzogs Otto I. von Braunschweig und dessen askanischer Gemahlin Mathilde, Tochter Markgrafs Albrechts II. von Brandenburg, geboren.
Sie wurde am 25. Januar 1252 mit dem römisch-deutschen Gegenkönig Wilhelm von Holland in Braunschweig vermählt. Die Hochzeit brachte für den gewählten und in Aachen gekrönten, bisherigen Gegenkönig wichtige familiäre Verbindungen zu den Welfen und den brandenburgischen Askaniern, die bislang neutral im Thronstreit nun offen auf die Seite Wilhelms traten. Ab 1254 wurde Wilhelm allgemein als König anerkannt. Aus der Ehe gingen zwei Kinder hervor. Die Ehe dauerte nur kurz, da ihr Gemahl Wilhelm bereits vier Jahre nach der Hochzeit verstarb. Königin Elisabeth überlebte ihn um 10 Jahre und wurde in der Abteikirche von Middelburg beigesetzt. Ihr Gemahl, der zuvor in Hoogwoud bestattet worden war, wurde im Jahre 1282 nach Middelburg überführt.

## Nachkommen
- Florens V., Graf von Holland (1254–1296)
- Mechthild (* 1256)